# 内秘心書
「内秘心書」（ないひしんしょ）は、2007年4月25日に発売した、日本のロックバンドONE OK ROCKの1枚目のシングル。

## 解説
メジャーデビューシングルであり、バンド初のシングル作品。
この作品からドラマーのTomoyaが正式メンバーになった。

## 収録曲
1. 内秘心書 [3:41]
作詞・作曲：Taka 編曲：ONE OK ROCK, 是永巧一
曲名は「内に秘めた心を書く」という意味。ライブでは最後に歌われることも多い。2018年のAmbitions JAPAN DOME TOURでは、アコースティックアレンジで演奏された。
2. 過去は教科書に未来は宿題 [3:21]
作詞：Taka/Toru 作曲：ONE OK ROCK 編曲：ONE OK ROCK, 是永巧一
曲の後半、Takaが自分の両親にあてたメッセージが歌詞にある。